# Prodasineura dorsalis
Prodasineura dorsalis – gatunek ważki z rodziny pióronogowatych (Platycnemididae). Endemit Borneo; stwierdzany w zachodniej i północnej części wyspy.